# Carex rupestris
Carex rupestris es una especie de planta herbácea de la familia Cyperaceae.

## Hábitat
Es nativa del hemisferio norte subártico y templado.Habita en salientes rocosos.

## Subespecies
- Carex rupestris alimontana
- Carex rupestris rupestris